# Incredible Crisis
Incredible Crisis (Japans: とんでもクライシス!; Tondemo Crisis!) is een videospel dat werd ontwikkeld door Polygon Magic en uitgegeven door Tecmo. Het spel kwam in 1999 uit als arcadespel en een jaar later voor de Sony PlayStation. De speler speelt Tanae die zijn verjaardag van zijn grootmoeder is vergeten. Naast zijn drukke baan moet hij nu het verjaardagfeest zien te organiseren.

## Ontvangst
| Beoordeeld door                | Jaar | Platform    | Score |
| ------------------------------ | ---- | ----------- | ----- |
| IGN                            | 2000 | PlayStation | 85%   |
| Adrenaline Vault, The (AVault) | 2000 | PlayStation | 80%   |
| Power Unlimited                | 2000 | PlayStation | 78%   |
| GameSpot                       | 2000 | PlayStation | 76%   |
| Game Informer Magazine         | 2000 | PlayStation | 75%   |
| PSM                            | 2000 | PlayStation | 70%   |
| Game Informer Magazine         | 2000 | PlayStation | 65%   |
| Jeuxvideo.com                  | 2000 | PlayStation | 60%   |
| Game Revolution                | 2000 | PlayStation | 58%   |
| Gamekult                       | 2000 | PlayStation | 50%   |